# Iseltwald
Iseltwald là một đô thị ở huyện Interlaken bang Bern ở Thụy Sĩ. Đô thị này có diện tích 21,9 km², dân số năm 2005 là 398 người.